# ワタシ・プレミアム
「ワタシ・プレミアム」は、ハロー!プロジェクトのシャッフルユニット・GOODM!X PREMIUMの配信限定シングル。2025年2月14日にUP-FRONT WORKSから発売。

## 背景・リリース
2024年、春日井製菓の商品「つぶグミ」とハロー!プロジェクトとのコラボレーション企画として結成されたシャッフルユニット「GOODM!X（グッドミックス）」に、2025年、ロージークロニクルの橋田歩果が加わった新ユニット「GOODM!X PREMIUM（グッドミックスプレミアム）」として発表した楽曲。
2025年2月6日、ユニットのオリジナル楽曲「ワタシ・プレミアム」のミュージック・ビデオを、アップフロントグループの公式YouTubeチャンネルにて公開。14日には、ハイレゾ音源を含むダウンロード配信を開始。

## 制作・音楽性
作詞・作曲を山崎あおいと星部ショウが、編曲をYZKG、柴山慧、炭竃智弘が担当。
王道ポップ、ガールズクラッシュ、ビッグバンドという3つの曲調で構成される。

## 収録曲
1. ワタシ・プレミアム [3:14]
  - 作詞・作曲：山崎あおい・星部ショウ / 編曲：YZKG・柴山慧・炭竃智弘

## 参加メンバー
- 岡村ほまれ（モーニング娘。'25）
- 橋迫鈴（アンジュルム）
- 有澤一華 (Juice=Juice)
- 河西結心（つばきファクトリー）
- 西田汐里 (BEYOOOOONDS)
- 北原もも (OCHA NORMA)
- 橋田歩果（ロージークロニクル）